# الحقيقة اسمها سالم (فلم)
الحقيقة اسمها سالم، فيلم تليفزيوني أنتج عام 1994 من بطولة يحيى الفخراني وآثار الحكيم ووداد حمدي وإخراج أحمد صقر.

## قصة الفيلم
أيمن السرساوي (يحيى الفخراني) رجل أعمال متعدد العلاقات النسائية، يدبر معارفه خدعة كى يكف عن مغازلة النساء وعن الكذب على زوجته.

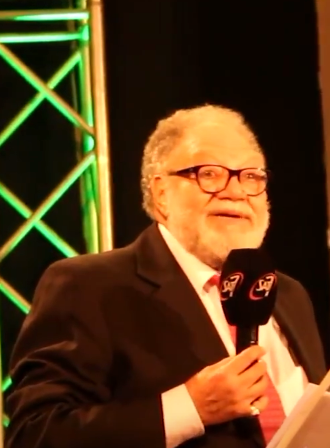
يحيى الفخراني في دور أيمن السرساوي

## الممثلون
- يحيى الفخراني ... (أيمن السرساوي)
- آثار الحكيم ... (أمنية)
- أحمد راتب ... (سامح)
- وداد حمدي
- دينا ... (ليزا)
- محمد الصاوي
- أسامة عباس ... (سالم)
- عبد الرحمن أبو زهرة
- يوسف داوود
- أحمد عقل
- عثمان عبد المنعم
- ألفت سلامة
- ماجدة بركات
- مها شوقي
- غريب محيى الدين
- محب كاسر
- سامي أنور
- أحمد عمار
- عبد الحي صالح
- عبد الرحمن حامد
- الشامي إبراهيم
- محمد عابدين
- أحمد حافظ
- سالم علي

## روابط خارجية
- مقالات تستعمل روابط فنية بلا صلة مع ويكي بيانات